# Haploniscus profundicolus
Haploniscus profundicolus är en kräftdjursart som beskrevs av Yakov Avadievich Birstein 1971. Haploniscus profundicolus ingår i släktet Haploniscus och familjen Haploniscidae. Inga underarter finns listade i Catalogue of Life.